# Албрехт I фон Шваленберг
Албрехт I фон Шваленберг (на немски: Albrecht I von Schwalenberg; * пр. 1248; † сл. 5 февруари 1317) от Дом Валдек е граф на Шваленберг.
Той е петият син на граф Фолквин IV фон Шваленберг-Валдек († 1255) и съпругата му Ерменгард фон Шварцбург († 1274), дъщеря на граф Хайнрих II фон Шварцбург († 1236) и Ирмгарда фон Орламюнде († ок. 1222).
Брат е на Фолквин V епископ на Минден (1275 – 1293), Гюнтер, архиепископ на Магдебург, епископ на Падерборн (1307 – 1310), и Конрад II, архиепископ на Магдебург (1266 – 1277).

## Фамилия
Албрехт I фон Шваленберг се жени за Юта фон Росдорф († сл. 1 април 1305), дъщеря на рицар Конрад фон Росдорф († сл. 1246). Те имат децата:
- Хайнрих II/IV (* 1287; † 11 март 1349), женен I. пр. 1314 г. за Елизабет фон Вьолпе († 2 февруари 1336), II. 1342/1325 г. за Мехтилд фон Ритберг († 25 април 1400)
- Гюнтер III († сл. 2 май 1309), каноник в Минден (1304 – 1309)
- Конрад († сл. 1297)
- Албрехт II († сл. 1317)
- Луитгард († сл. 14 септември 1317), омъжена пр. 1 май 1306 г. за граф Херман II фон Пирмонт († сл. 25 ноември 1328)
- Юта (1) († сл. 1 април 1305)
- Лудвиг († сл. 1297)
- Агнес
- Ирмгард († сл. 9 януари 1308), омъжена пр. 31 декември 1304 г. за Готшалк фон Плесе († между 8 юли 1307 – 9 януари 1308)
- Ирмгард († сл. 1325), канонеса в Гандерсхайм 1309 г.